# Kantwerkstersplein
Het Kantwerkstersplein is een pleintje in Brugge.

## Beschrijving
Het plein ligt op de plaats waar Balstraat, Jeruzalemstraat, Peperstraat, Rodestraat en Molenmeers samenkomen. Vroeger werd het officieus weleens Jeruzalemplein genoemd, naar de Jeruzalemkerk die aan het pleintje staat. Aan het begin van de Rodestraat lag vroeger een brug over het Vuldersreitje, maar deze waterloop werd in de jaren zestig van de 20ste eeuw gedempt. De gemeente gaf in 2003 de huidige naam aan het plein als hulde aan de kantklossende vrouwen die al eeuwenlang de Brugse kant vervaardigen. Deze naamgeving is echter slechts symbolisch, aangezien alle gebouwen een huisnummer hebben op een van de omliggende straten.
Aan het pleintje bevindt zich het oorlogsgedenkteken dat na de Eerste Wereldoorlog door de parochie Sint-Anna opgericht werd. Het draagt als opschrift: "Vrome hulde aan de roemrijke gesneuvelden en burgerlijke slachtoffers der parochie van Ste Anna". Tevens staat er een traditionele rode brievenbus en een oude waterpomp.
Achter het monument, op de hoek van de Rodestraat, staat het eerste huisje dat door de vzw Marcus Gerards werd gerestaureerd, in een actie om de bescheiden Brugse oude woningen, vaak als krot bestempeld en onbewoonbaar verklaard, te vrijwaren van sloping en te vernieuwen.

## Galerie

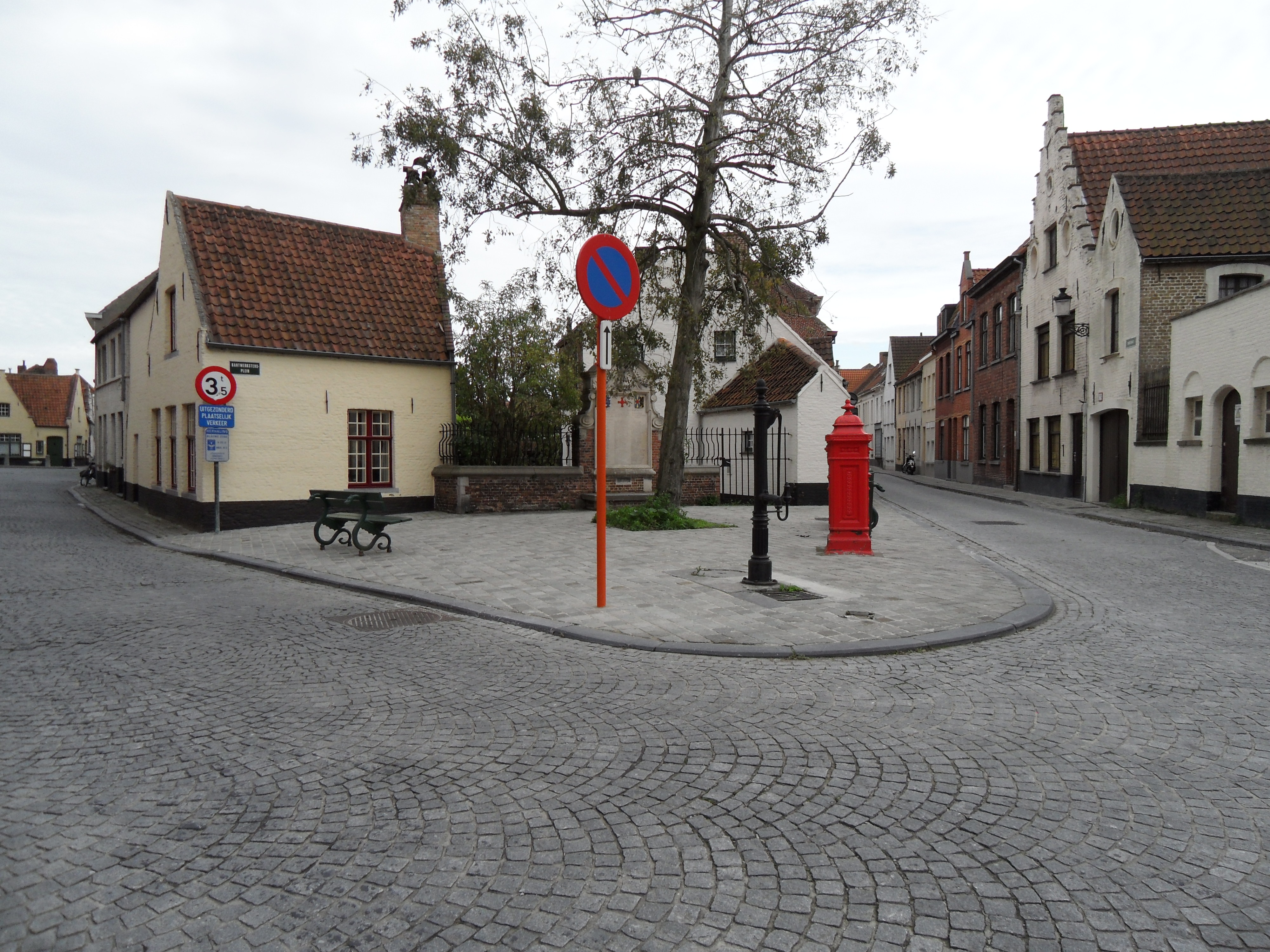
Kantwerkstersplein
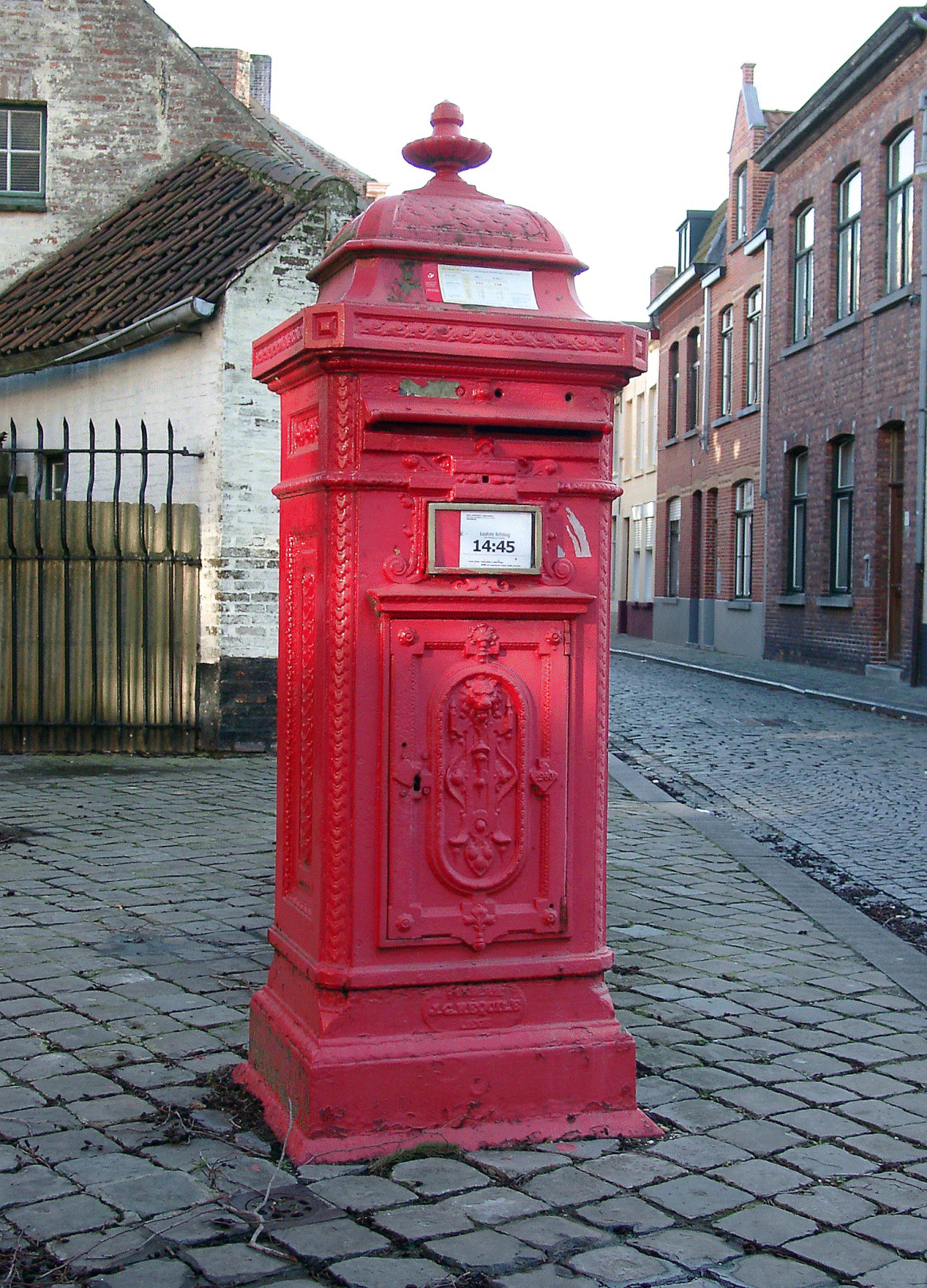
Rode brievenbus op het Kantwerkstersplein
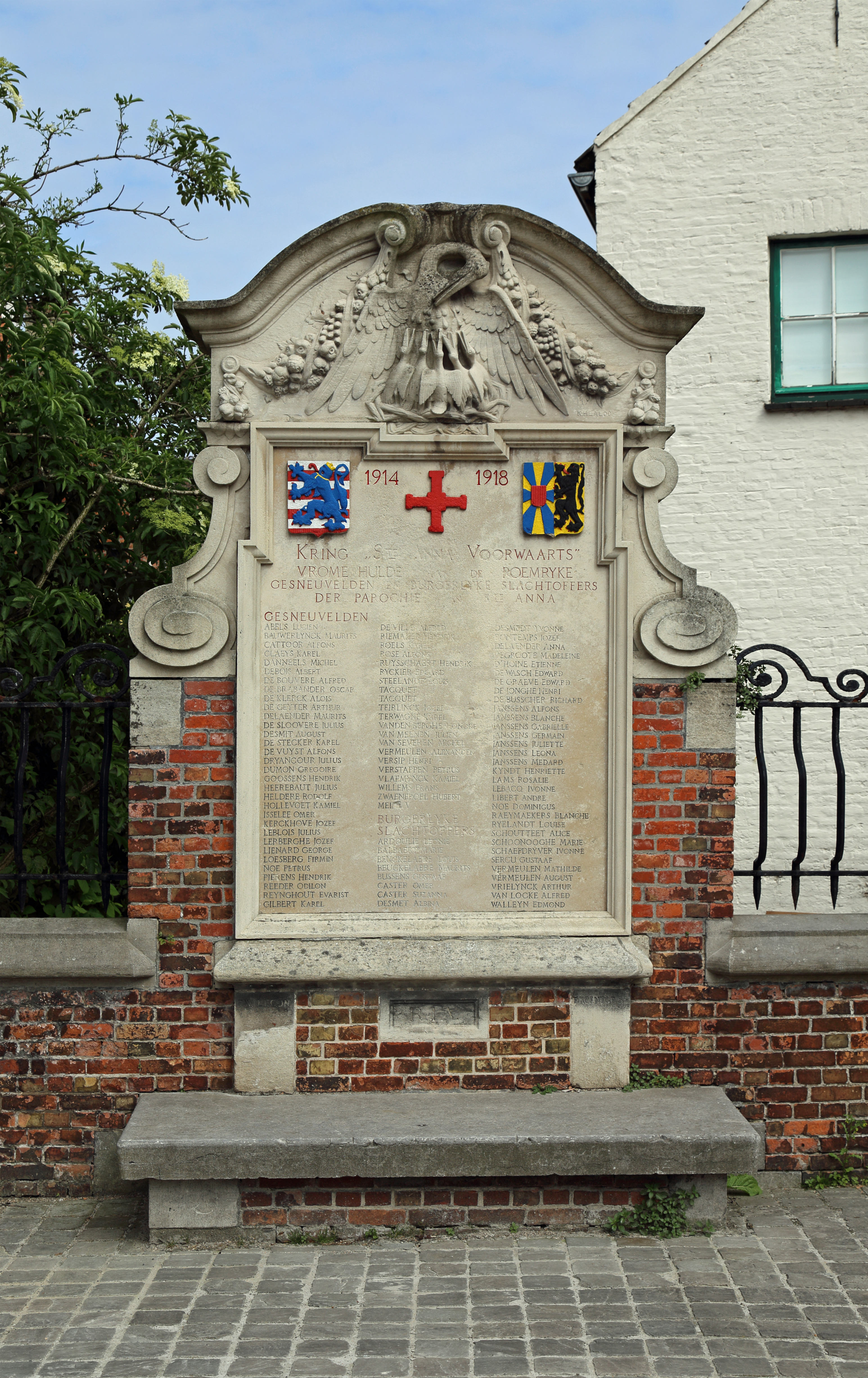
Oorlogsgedenkteken van de parochie Sint-Anna

Straten en pleinen in Brugge met een artikel op Wikipedia: